# Гвардійська бронетанкова дивізія (Велика Британія)
Гвардійська бронетанкова дивізія (Велика Британія) (англ. Guards Armoured Division) — військове з'єднання, танкова дивізія британської армії, що брала участь у бойових діях Другої світової війни. Заснована 17 червня 1941 року шляхом злиття гвардійських підрозділів британської армії, гренадерська гвардія, гвардії Колдстріму, шотландської гвардії, ірландської гвардії, валлійської гвардії та домашньої кавалерії.
Дивізія протягом чотирьох років дислокувалася у Британії, готуючись до боїв з відсічі ймовірного вторгнення вермахту на Британські острови та боїв у континентальній Європі. 13 червня 1944 року, діючи у складі VIII корпусу, вона висадила кілька броньованих командних машин в Арроманші на першій стадії операції «Оверлорд», очікуючи на висадку основної частини з'єднання в Нормандії. Першою великою операцією Гвардійської бронетанкової дивізії стала операція «Гудвуд», наступ трьох бронетанкових дивізій на хребет Бургебю у спробі вирватися з плацдарму на оперативний простір. За цим була операція «Блюкот», просування на схід від Кана, внаслідок чого у Фалезський мішок потрапила значна кількість німецьких військ. Переведена в XXX корпус, дивізія визволила Брюссель. У вересні 1944 року діяла у складі XXX корпусу в операції «Маркет-Гарден», прориві ударного угруповання союзників у взаємодії з повітрянодесантними військами, які прагнули захопити мости аж до Арнема. Підрозділи дивізії захопили міст Неймеген разом з американськими десантниками 82-ї повітрянодесантної дивізії. Британські танкісти прорвалися до Арнема, але не змогли захопити міст. У грудні 1944 — січні 1945 року брала участь у відбитті німецького наступу в Арденнах. Частини Гвардійської бронетанкової дивізії билися в операції «Верітабл», просування до Рейну через Рейхсвальд і знову наступали через всю Німеччину аж до капітуляції нацистського режиму. Дивізія проіснувала до 12 червня 1945 року, трохи більше місяця після Дня Перемоги в Європі, коли вона була реорганізована в піхотну дивізію, Гвардійську дивізію.

## Історія з'єднання

Організаційно-штатна структура Гвардійської бронетанкової дивізії напередодні висадки в Нормандії

Гвардійська бронетанкова дивізія під командуванням генерал-майора Олівера Ліза була сформована 17 червня 1941 року. Її формування відбувалося внаслідок нестачі бронетанкових військ в Англії для протистояння німцям у разі їхнього ймовірного вторгнення. Спочатку дивізія складалася з двох бронетанкових бригад, 5-ї та 6-ї, які своєю чергою складалися з трьох танкових полків, озброєних крейсерськими танками «Ковенантор» V і мотопіхотного батальйону.

Британський крейсерський танк «Ковенантор» V, що перебував на озброєнні дивізії

Наприкінці 1942 року дивізія під командуванням генерал-майора Аллана Адейра, була розділена разом з усіма бронетанковими дивізіями того часу, причому одну бронетанкову бригаду замінили піхотною бригадою на вантажівках. На цьому етапі відбулося роз'єднання 6-ї та 5-ї гвардійських бронетанкових бригад. Протягом цього періоду дивізія була переоснащена танками «Крусейдер» III, а в 1944 році їх замінили на американські середні танки «Шерман» V.

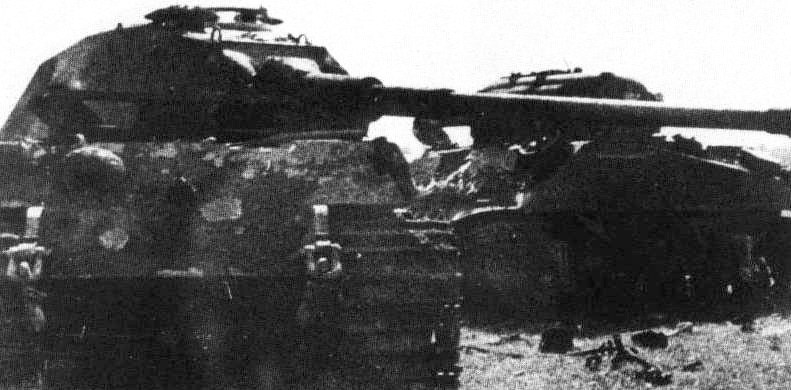
Протаранений британським танком «Шерман» Гвардійської бронетанкової дивізії німецький важкий танк «Королівський Тигр» зі складу 503-го важкого танкового батальйону. Каньї. 1944

Наприкінці червня 1944 року Гвардійська бронетанкова дивізія висадилася в Нормандії і незабаром після цього вступила в бій навколо аеродрому Карпіке, а піхота 32-ї гвардійської бригади вступила в сутичку з 12-ю танковою дивізією СС «Гітлерюгенд». Однак це тривало лише пару тижнів, перш ніж морем прибула бронетехніка, і дивізія перекинули далі на південь для участі в операції «Гудвуд». З 18 по 20 липня 1944 року дивізія билася в цієї операції у ході битви за місто Кан. Британський VIII корпус силами 3-х бронетанкових дивізій (крім Гвардійської також брали участь 7-ма генерал-майора Джордж Ерскін і 11-та бронетанкові дивізії генерал-майор Джордж Філіп Робертс), за підтримки британського I корпусу, що атакував на східному фланзі та канадського II корпусу, що діяв за планом операції «Атлантик» на західному фланзі здійснював наступ з глибоким охопленням зайнятого німцями Кана.
Гвардійська бронетанкова дивізія у взаємодії з 11-ю бронетанковою дивізією наступала в напрямку на Каньї. До 12:00 передові її підрозділи зав'язли, вступивши в бій з противником. Німецька контратака проти 2-го Гвардійського бронетанкового гренадерського полку силами 19 танків 21-ї танкової дивізії та «Тигрів» 503-го важкого танкового батальйону зазнала невдачі, коли німецькі танки потрапили під обстріл власних гармат, а два «Тигри» були підбиті. Пізніше 503-й важкий танковий батальйон атакував Колдстрімівську гвардію, але під масованим артилерійським вогнем протитанкових гармат був змушений відступити. Гвардії довелося до кінця дня вести осередкові танкові бої, доки врешті-решт британські війська не захопили Каньї, яке виявилося полишеним, коли піхота увійшла в село. Спроби відновити наступ були зірвані через жорсткий опір німців.
У боях навколо Каньї Гвардійська бронетанкова дивізія втратила 15 танків знищеними та 45 пошкодженими. 11-та бронетанкова дивізія втратила 126 танків, хоча лише сорок були знищені; решта були або пошкоджені або зламані. За день бронетанкові дивізії зазнали 521 втрату: Гвардійська бронетанкова дивізія зазнала 127 жертв, 7-ма бронетанкова дивізія — 48 жертв, а 11-та бронетанкова дивізія мала 336 втрачених бійців. На східному фланзі 3-тя піхотна дивізія мала успіх, захопивши всі свої цілі, крім Троарна.
Після «Гудвуда» Гвардійська бронетанкова дивізія була неофіційно реорганізована в бойові групи. Операція «Гудвуд» продемонструвала небажані наслідки відсутності підтримки піхоти з танками. Таким чином, два гренадерські батальйони були сформовані в бойову групу, де піхота Колдстрімівської гвардії була приєднана до танків Ірландської гвардії, а танки Колдстрімівської гвардії було розбито на дві групи та використовувалися для підтримки батальйонів Ірландської та Уельської гвардії. Після цієї реорганізації Гвардійська бронетанкова дивізія брала участь в операції «Блюкот».
30 липня на підтримку американців, що проводили операцію «Кобра», британська 2-га армія почала операцію «Блюкот». Спочатку гвардійці підтримували 11-ту бронетанкову дивізію, яка діяла в першому ешелоні ударного угруповання, захищаючи її фланг, однак 1 серпня дивізія вийшла вперед і до 15 серпня вела бої проти підрозділів 276-ї та 326-ї піхотних, 21-ї танкової і 1-ї, 9-ї і 10-ї танкових дивізій СС. Через складний рельєф, відсутність лінії фронту, поступово операція прийняла маневрений характер, і бойові дії мали форму осередків зіткнень окремих танкових підрозділів або навіть невеликих груп, що діяли за підтримки піхоти, й намагалися вибити противника з визначеного району. В результаті таких боїв наступ зупинився 4 серпня й поступово вщухнув.
Але, в цілому мета операція «Блюкот» була досягнута, дії британських військ на східному фланзі плацдарму сприяли утриманню німецьких танкових частин і подальшому виснаженню німецьких бронетанкових формувань у цьому районі.
Гвардійці не брали участь у боях з ліквідації Фалезського мішку, у цей час натомість частини отримали можливість відпочити та відновити свою боєздатність. 27 числа дивізію перепідпорядкували XXX корпусу генерал-лейтенанта Браяна Горрокса, підрозділи вирушили до річки Сени. Через майже повний крах німецької армії у Франції британські танкісти досягли та перетнули річку 29 числа.
3 вересня Брюссель був звільнений Гвардійською бронетанковою дивізією після швидкого маршу, дивізія просунулася на 130 км за один день. Однак дивізія не могла довго стояти на місці й продовжила рух далі на північний схід Бельгії, долаючи слабкий німецький спротив. Отримавши підтримку з боку 11-ї бронетанкової дивізії, гвардія досягла кордону з Нідерландами, де Ірландська гвардія під командуванням Джо Ванделера захопила «міст Джо», міст через канал Маас-Еско, здійснивши раптовий напад.
Потім гвардійська бронетанкова дивізія була виведена з передової для підготовки до операції «Маркет Гарден». Діючи на вістрі атак на Нідерланди, гренадерським гвардіям вдалося захопити Неймегенський міст за допомогою американських десантників 82-ї повітрянодесантної дивізії. Після цього вони провели зиму в Нідерландах і Німеччині, перш ніж їх перемістили до Бельгії, вивівши до резерву в ході битви на Виступі. Піхота валлійської гвардії також була замінена 2-м батальйоном шотландської гвардії через серйозну нестачу замін у британській армії на той час. Після цього дивізія брала участь в операції «Верітейбл» — операції з розчищення Рейхсвальдського лісу. Через погоду та затоплення місцевості німцями активну участь по суті брала лише піхота.
Потім дивізія брала участь у наступі через Рейн, перш ніж увірватися до Німеччини та битися в напрямку Нідерландів і вздовж німецького узбережжя.
Після капітуляції Німеччини частини Гвардійської бронетанкової дивізії здебільшого були задіяні в зачистках від осередків нацистського опору та виконанні окупаційних функцій. Невеликий загін був використаний для випробувань нового універсального танка «Центуріон», шість з яких прибули до Німеччини, занадто пізно для використання в конфлікті. Згодом дивізію перетворили в піхоту, і 9 червня 1945 року вона була реорганізована в піхотну дивізію, Гвардійську дивізію.